# Liaberget
De Liaberget is een berg behorende bij de gemeente Lom in de provincie Oppland in Noorwegen. De berg, gelegen in Nationaal park Jotunheimen, heeft een hoogte van 1720 meter.
De Liaberget is onderdeel van het gebergte Jotunheimen.